# 이긍익
이긍익(李肯翊, 1736년~1806년)은 조선 시대 후기의 실학자 겸 고증학자로, 자(字)는 장경(長卿)이며, 호(號)는 완산(完山)·연려실(燃藜室)이다. 그는 한성부 원교산 산자락 동네에서 유교 양명학자 수북 이광사의 장남(첫째 아들)으로 출생하였다.
본관은 전주(全州)이며, 조선 시대의 제2대 임금 정종(이경)의 서자 덕천군 이후생(德泉君 李厚生)의 후손이기도 하다.
그는 어려서부터 아버지 이광사에게 수학하여, 학문(성리학, 양명학 두 분야)에 정통하였고, 특히나 글씨(서예)가 뛰어났으며, 실학을 제창하고 고증학자로서도 유명하였다. 그의 집안은 소론에 속하였는데, 노론의 집권으로 인해 여러 번 귀양살이를 했으며 온 집안이 크게 화를 입었다. 많은 책을 저술했으나, 여러 번 귀양살이를 하느라 대부분 유실되고, 조선 왕조 야사(野史)의 금자탑이라고 할 수 있는 《연려실기술》만 전한다.

## 저작
이긍익의 역사에 대한 철학과 안목을 모두 살펴 볼 수 있는 저서 및 저작으로는, 단연 《연려실기술》을 꼽을 수 있다. 이긍익은 고증을 역사에서 제일의 생명으로 여기고 어디까지나 '술이부작(述而不作)'과 '불편부당(不便不黨)'의 정신으로 남인 · 북인 · 노론 · 소론 및 유명 · 무명 인사를 가리지 않고 자료들을 섭렵, 인용하였으며, 거의 국내 자료에 국한하였다. 이것은 오히려 한치윤(韓致奫, 1765~1814)이 《해동역사》를 쓸 때 외국 자료를 통하여 한국사를 이해하려 한 것과 대조된다. 역사는 내 나라의 자료에 의하여 이루어져야 한다는 강한 자아의식 때문이었다. 뿐만 아니라, 역사 관련 서술에서 생명으로 다룬 것은 객관성 · 공정성 · 체계성 · 계기성 · 현실성이었는데, 당시 상황에서 앞선 역사 의식으로 평가되고 있다.

## 가계
- 조부 : 이진검[4]
- 조모 : 윤지상의 딸
- 부친 : 이광사

## 같이 보기
- 《연려실기술》
- 《조선왕조실록》
- 《승정원일기》
- 《비변사등록》
- 기사본말체(紀事本末體)

## 참고 문헌
- 국어국문학자료사전, 이응백, 김원경, 김선풍 저, 한국사전연구사(1998년)